# Iberomesornithidae
Iberomesornithidae — вимерла родина енанціорносових птахів. Родина є єдиною в ряді Iberomesornithiformes і створена в 1992 по викопному зразку Iberomesornis romerali. Представники родини мешкали на початку крейдяного періоду (130–125 млн років тому). Викопні залишки знаходять на території Іспанії.

## Класифікація
- Родина Iberomesornithidae
  - Enantiornithes gen. et sp. зразок CAGS-IG-07-CM-001
  - Iberomesornis
  - Noguerornis

## Ресурси Інтернету
- Translated version of biolib.cz page [Архівовано 12 квітня 2016 у Wayback Machine.]

| Цератопс | Це незавершена стаття з палеонтології. Ви можете допомогти проєкту, виправивши або дописавши її. |